# Trixoscelididae
Trixoscelididae är en familj av tvåvingar. Trixoscelididae ingår i ordningen tvåvingar, klassen egentliga insekter, fylumet leddjur och riket djur.
Familjen innehåller bara släktet Trixoscelis.